# Lengefeld
Lengefeld est une ancienne commune de Saxe (Allemagne), située dans l'arrondissement des Monts-Métallifères, dans le district de Chemnitz qui fait partie de la ville de Pockau-Lengefeld depuis 2014.

## Jumelage
- Ilshofen (Allemagne) depuis 1990
- Osek (Teplice) (Tchéquie) depuis (en projet)
- 5e compagnie du Panzergrenadierbataillon 371 de Marienberg, depuis 1999